# Parc national de la Gaspésie

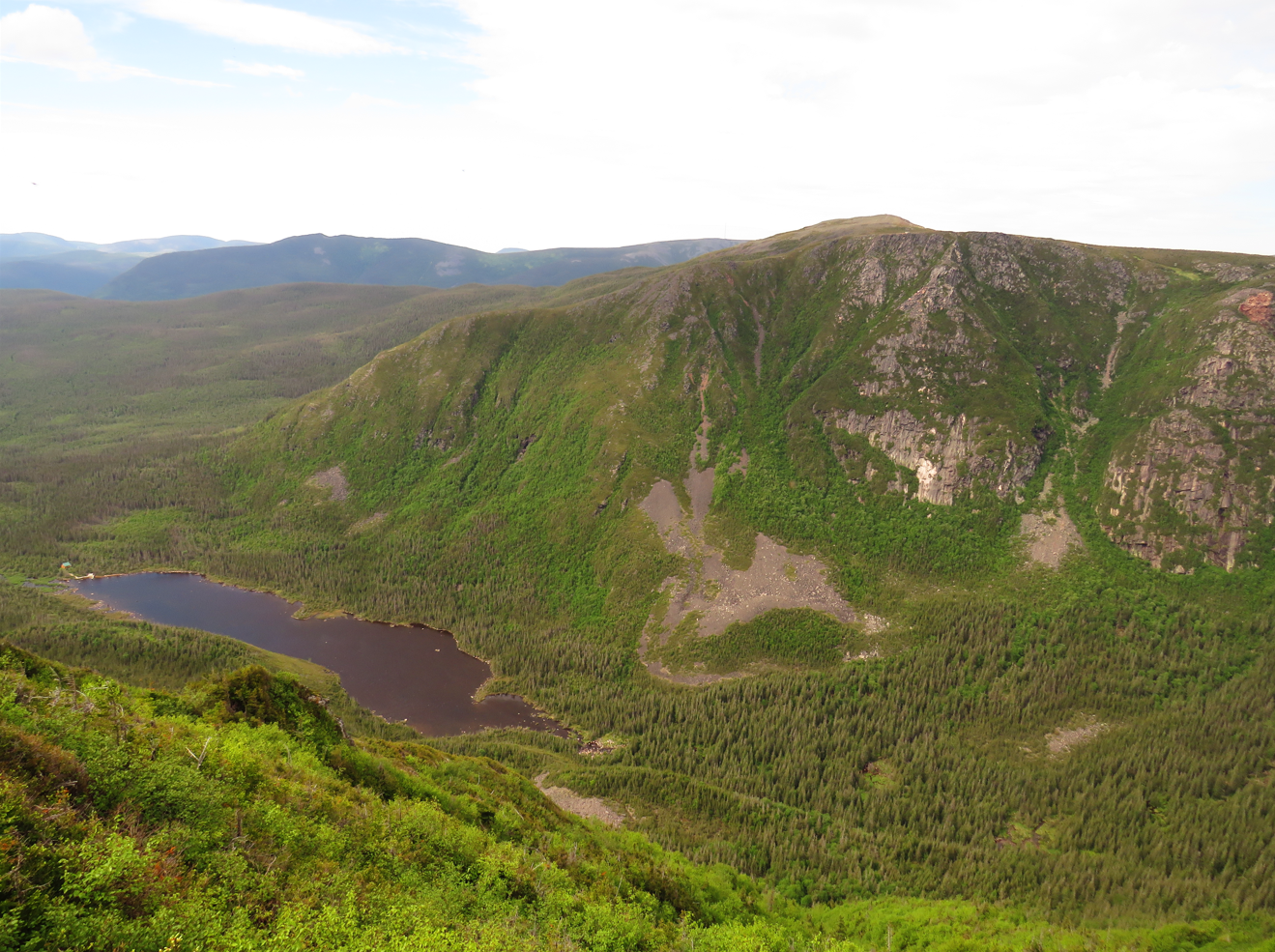
Vue sur le mont Xalibu depuis le mont Joseph-Fortin.

Le parc national de la Gaspésie est un parc national situé au centre de la péninsule gaspésienne, au Québec (Canada). Il a pour mission de protéger un échantillon représentatif du massif gaspésien ainsi que les éléments exceptionnels que sont le mont Albert, le caribou de la Gaspésie, le saumon de l'Atlantique dans la rivière Sainte-Anne et les forêts anciennes. Comprenant une partie des monts Chic-Chocs et McGerrigle, il recèle plus de 25 sommets culminant à plus de 1 000 mètres, dont le mont Jacques-Cartier. La population de caribous qu'il abrite est l'une des deux hardes de caribous des bois de l'écotype montagnard de l'Est de l'Amérique du Nord et le seul cheptel de caribous au sud du fleuve Saint-Laurent. Le parc contient également l'une des plus grandes concentrations d'orignaux au Québec.
D'une superficie de 802,2 km2, le parc est géré par le gouvernement du Québec à travers une société d'État, la Société des établissements de plein air du Québec (SÉPAQ). Le parc offre de multiples sentiers pour toutes les catégories de randonneurs, des plus novices aux plus expérimentés.

## Géographie
Le parc national de la Gaspésie est situé au nord de la péninsule du même nom à 20 km au sud de Sainte-Anne-des-Monts. Le parc est situé en région montagneuse et comprend deux massifs, les monts Chic-Chocs et les monts McGerrigle. Le premier, qui est situé à l'ouest du Gîte du Mont-Albert, comprend entre autres les monts Albert et Logan. Ces montagnes ont été formées lors de l'orogenèse taconienne. Les monts McGerrigle, dont le mont Jacques-Cartier fait partie, sont quant à eux le résultat d'une intrusion du Dévonien.

## Faune

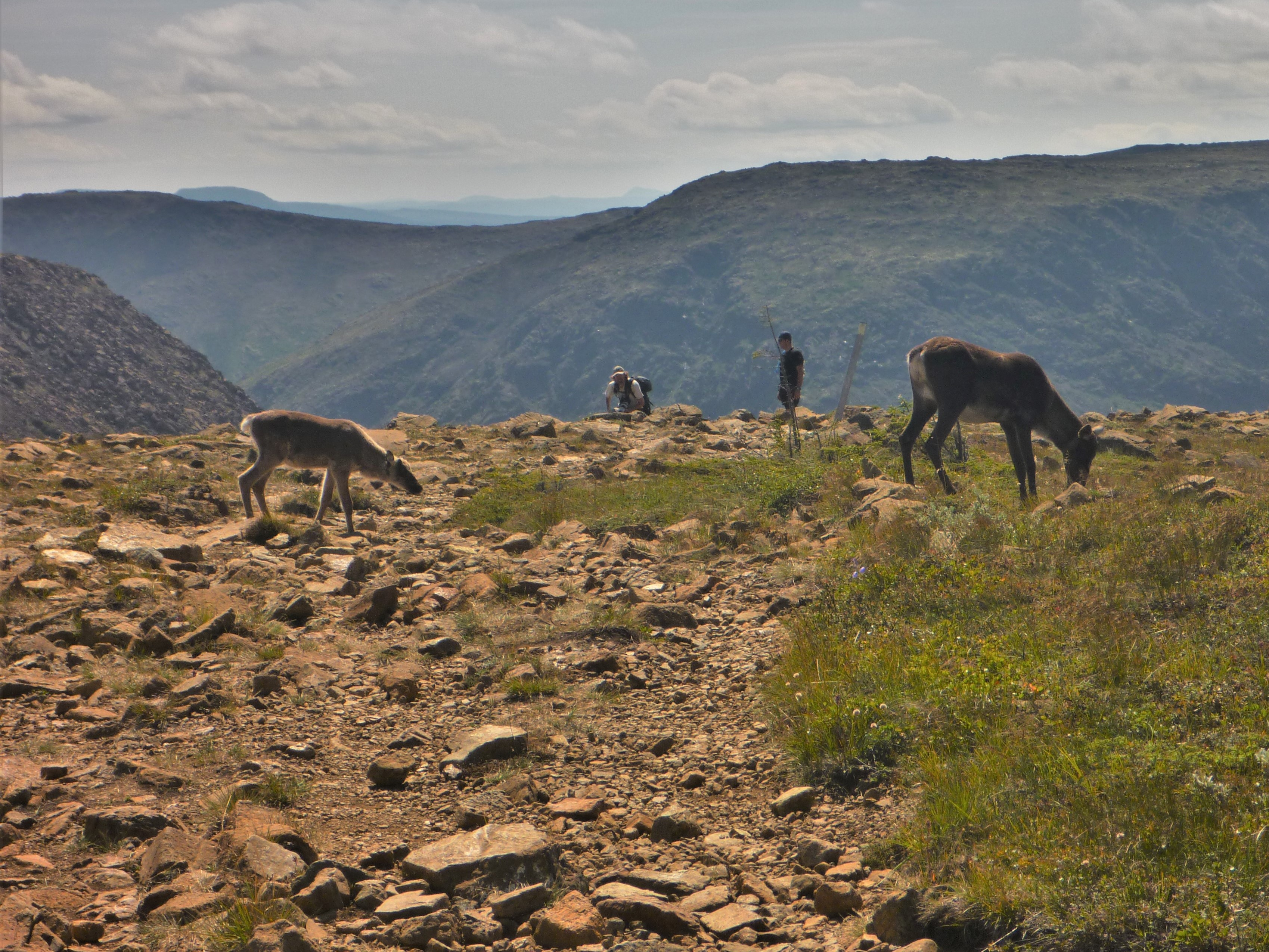
Un jeune caribou accompagné de sa mère sur le mont Albert.

Le parc national de la Gaspésie abrite l'une des deux seules hardes de caribous de l'écotype montagnard de l'Est de l'Amérique du Nord, l'autre étant aux monts Torngat au Labrador. Il s'agit de l'unique population de caribous au sud du fleuve Saint-Laurent. Son territoire se situe à 700 m d'altitude et couvre la moitié de la superficie du parc.

## Histoire
Du fait de la présence des hautes montagnes, la région fut, à cette époque, peu fréquentée par les Micmacs qui étaient davantage un peuple de la mer. Ils fréquentèrent néanmoins les rivières à saumon du parc. C'est à partir du milieu du XIXe siècle que les scientifiques commencèrent à s'intéresser au massif. Le premier de ces explorateurs fut William Edmond Logan en 1844, un géologue, que le mont Logan commémore. En 1845, son collègue Alexander Murray explore le mont Albert et le nomme en l'honneur du prince Albert de Saxe-Cobourg-Gotha.

Logo du parc national de la Gaspésie.

Du fait de l'intérêt particulier des scientifiques pour la région, le gouvernement du Québec décide de créer le parc de la Gaspésie le 14 avril 1937, ce qui fait de lui le troisième après les parcs du Mont-Tremblant et des Laurentides. Cependant, la Seconde Guerre mondiale interrompit les travaux d'aménagement du parc et celui-ci n'ouvrit ses portes qu'en 1949. Son but premier est de protéger la seule harde de caribous au sud du fleuve Saint-Laurent.
L'ouverture de la route transgaspésienne qui traverse la péninsule de Mont-Albert à New Richmond en 1956 a grandement favorisé l'achalandage au parc. En effet, en 1952, on a compté 11 092 voitures et 35 575 personnes aux barrières du parc tandis que, en 1957, on a compté 91 871 voitures et 189 579 personnes.
La création du parc n'a pas arrêté l'exploitation des ressources naturelles. Ce n'est qu'en 1981, à la suite de la réforme des parcs provinciaux, que le parc de conservation de la Gaspésie est créé. En 2001, à la suite d'un changement de la Loi sur les parcs, son statut est modifié pour celui de parc national.

## Galerie

Lac aux Américains.
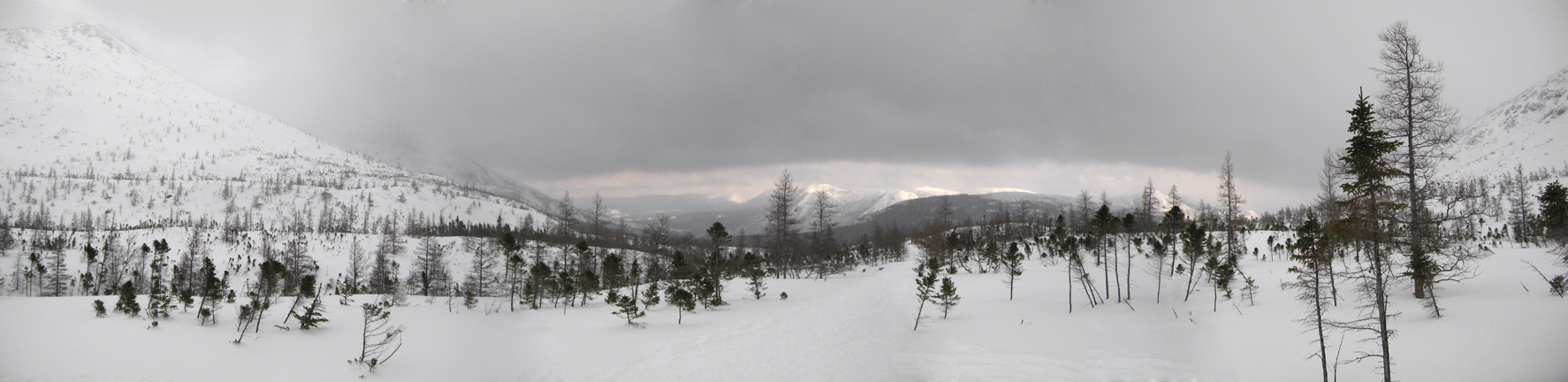
Montagnes durant l'hiver 2008-2009.
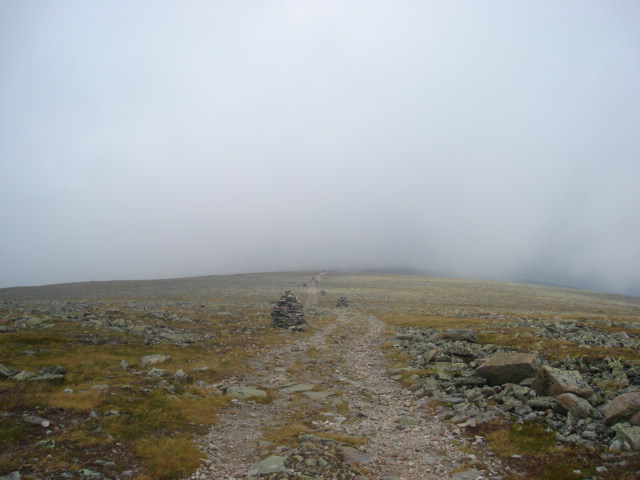
Sommet du mont Jacques-Cartier.
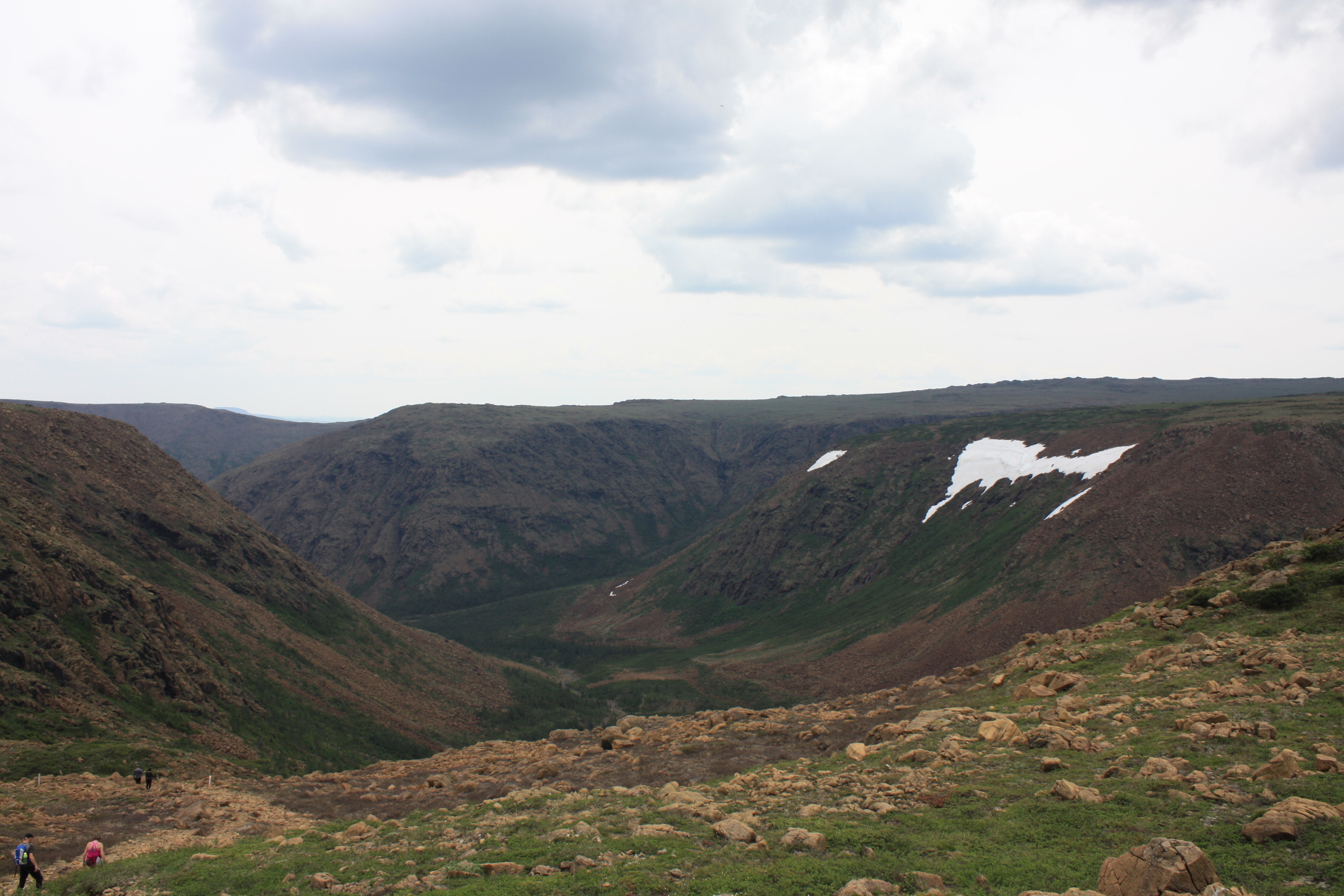
Grande Cuve du Mont-Albert.
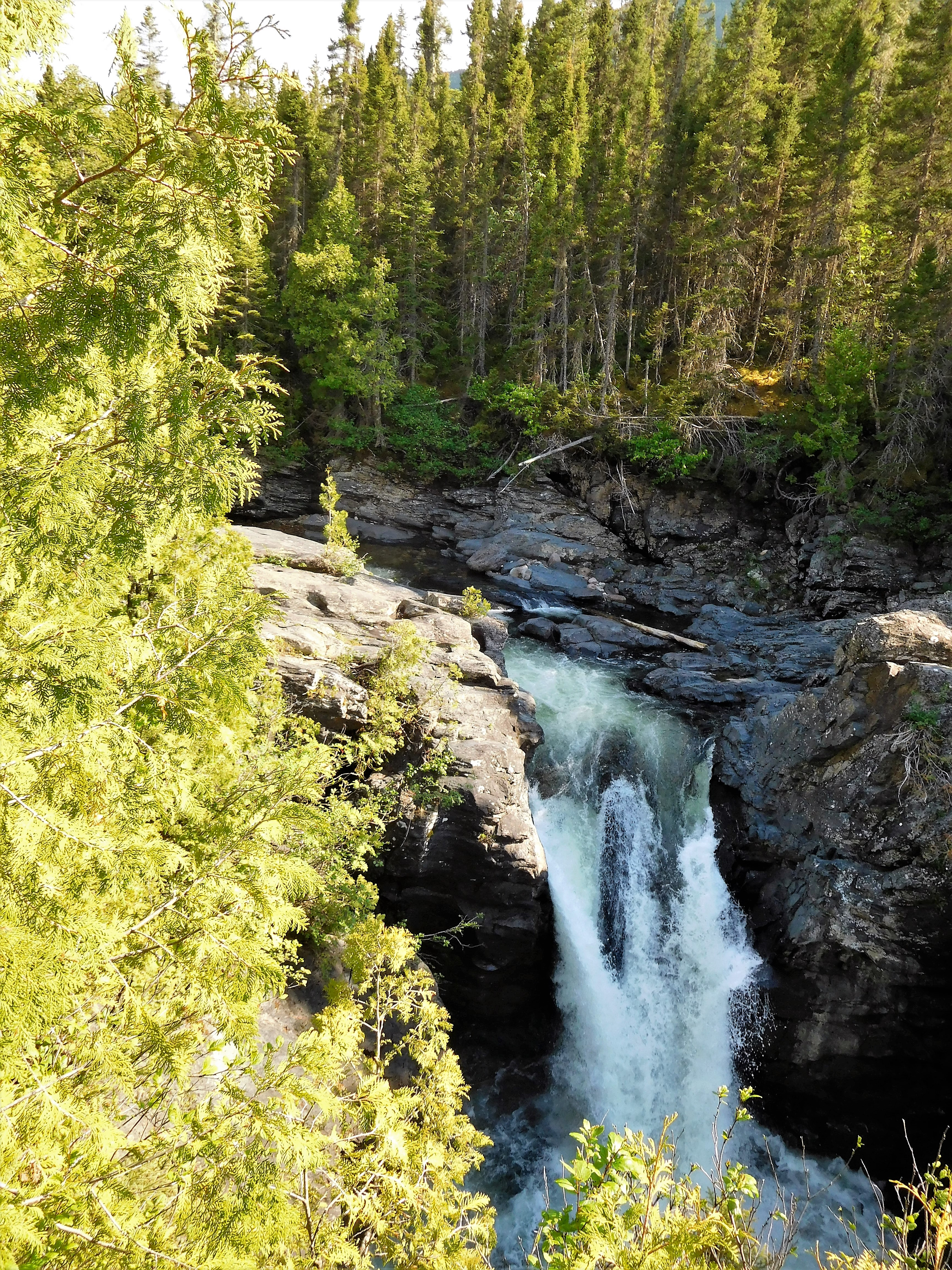
Chute Sainte-Anne.
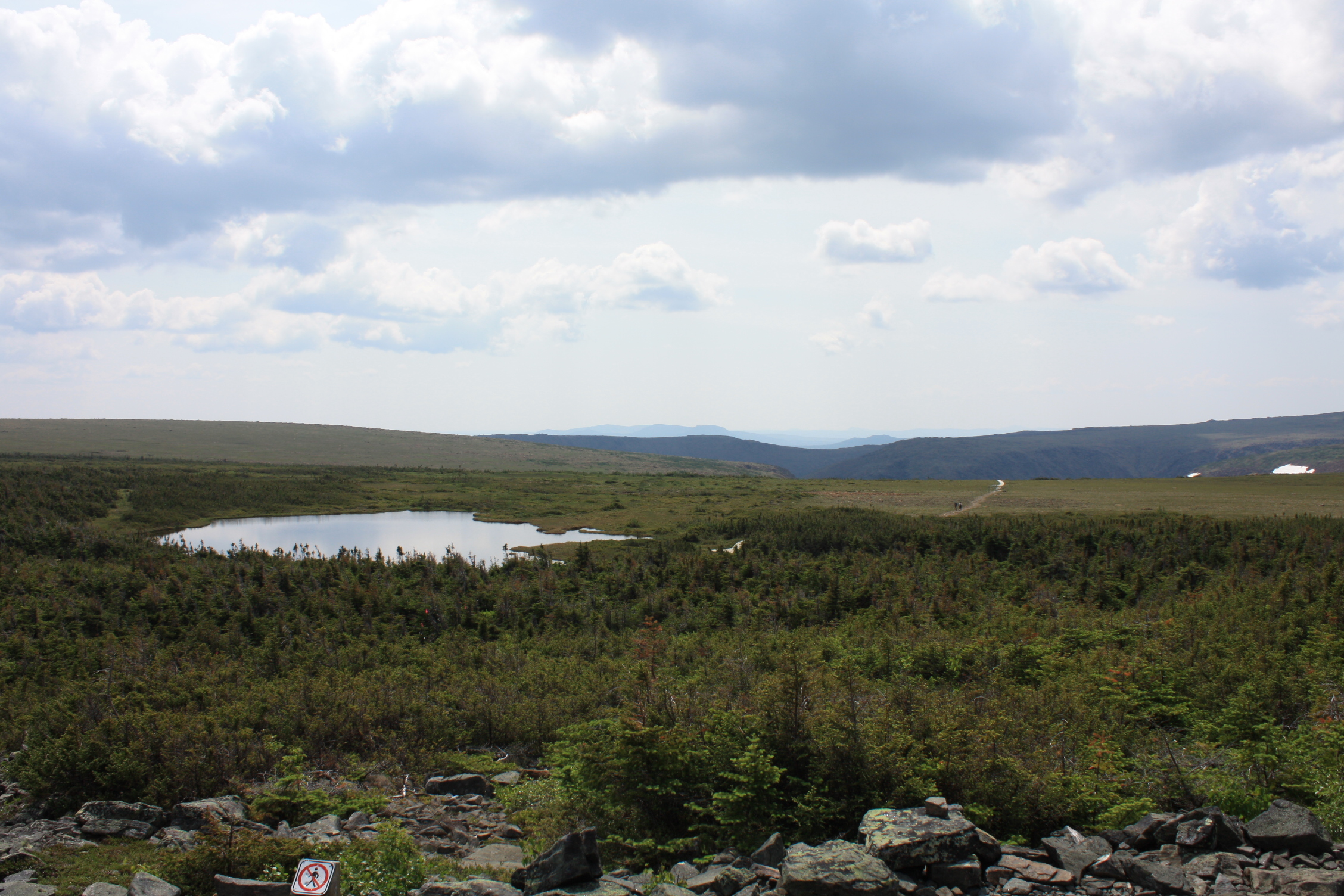
Lac sur le plateau au sommet du Mont-Albert.
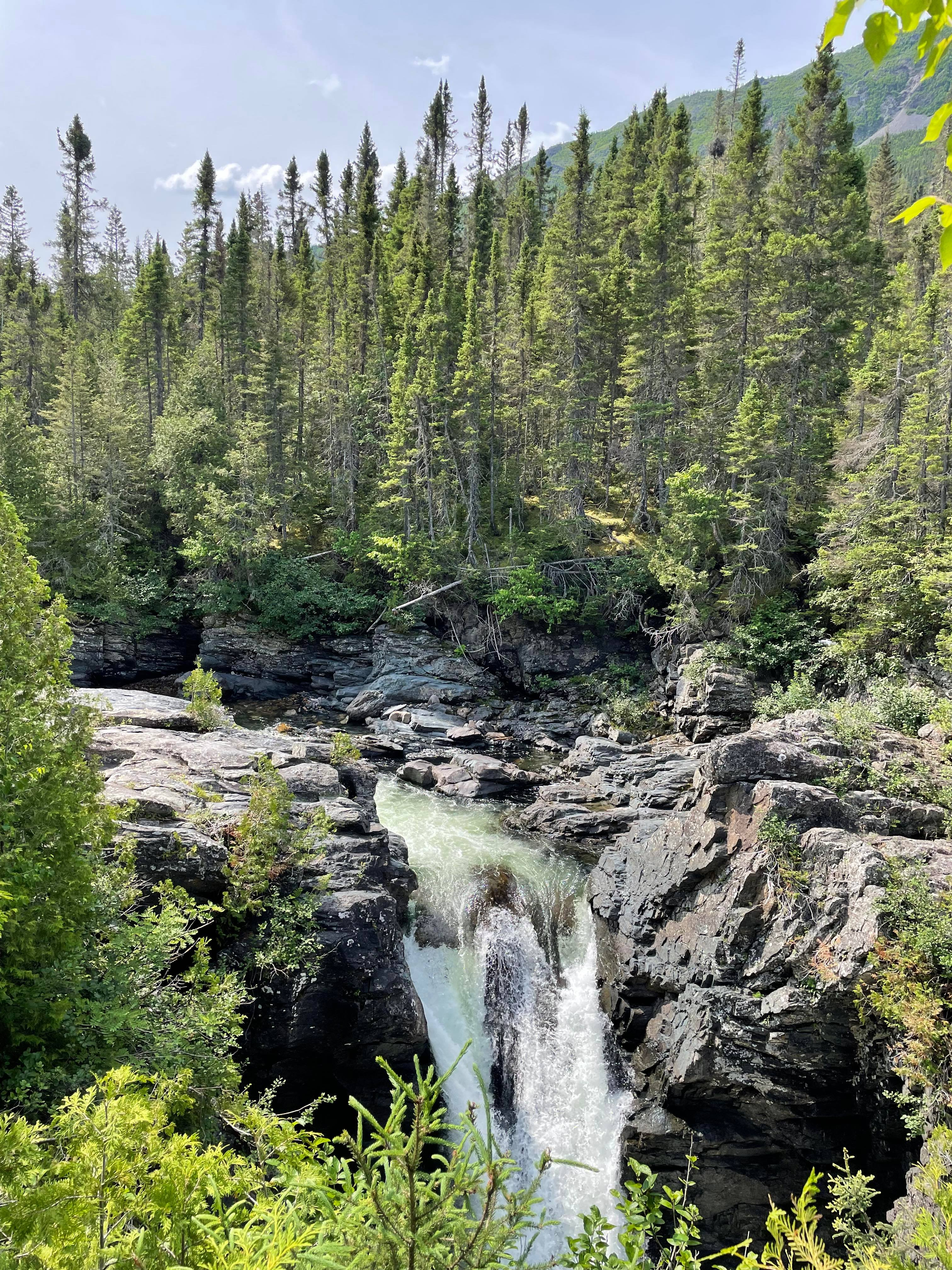
Chute dans un sentier 2021.
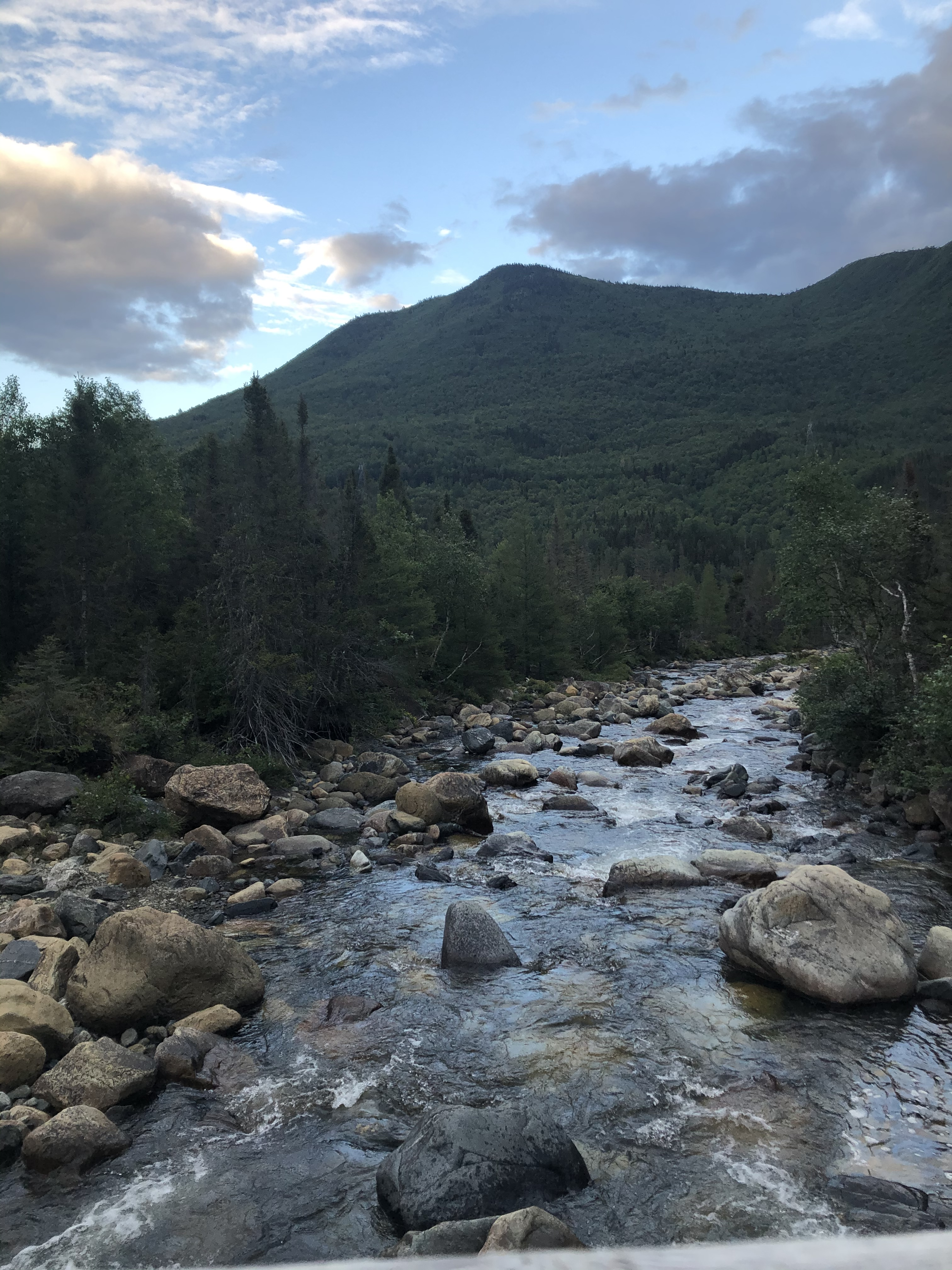
Ruisseau du Diable au Parc national de la Gaspésie, août 2020.